# Amour d'avril
Pour le film de Henry Levin, voir April Love.
Amour d'avril – en anglais April Love – est un tableau réalisé entre 1855 et 1856 par le peintre préraphaélite Arthur Hughes. Il a été exposé pour la première fois à la Royal Academy of Arts en 1856.
Lors de sa première exposition, Hughes a accompagné le tableau d'un extrait du poème de Tennyson La Fille du meunier :
Love is hurt with jar and fret,

Love is made a vague regret,

Eyes with idle tears are set,

Idle habit links us yet;

What is Love? For we forget.

Ah no, no.
— Tennyson, La Fille du meunier.
Initialement acquis par William Morris, le tableau a été acheté par la Tate Gallery de Londres (aujourd'hui Tate Britain) en 1909 et est toujours dans leur collection.
Le tableau représente un jeune couple dans un moment de crise émotionnelle. La figure masculine est à peine visible, la tête penchée sur la main gauche de la jeune femme. La femme, les larmes légèrement débordantes, regarde les fleurs tombées, suggérant la fin du printemps et un amour précoce et jeune.
Le modèle du personnage principal était Tryphena Ford, que Hughes épousa en 1855.